# Pillsbury A Mill

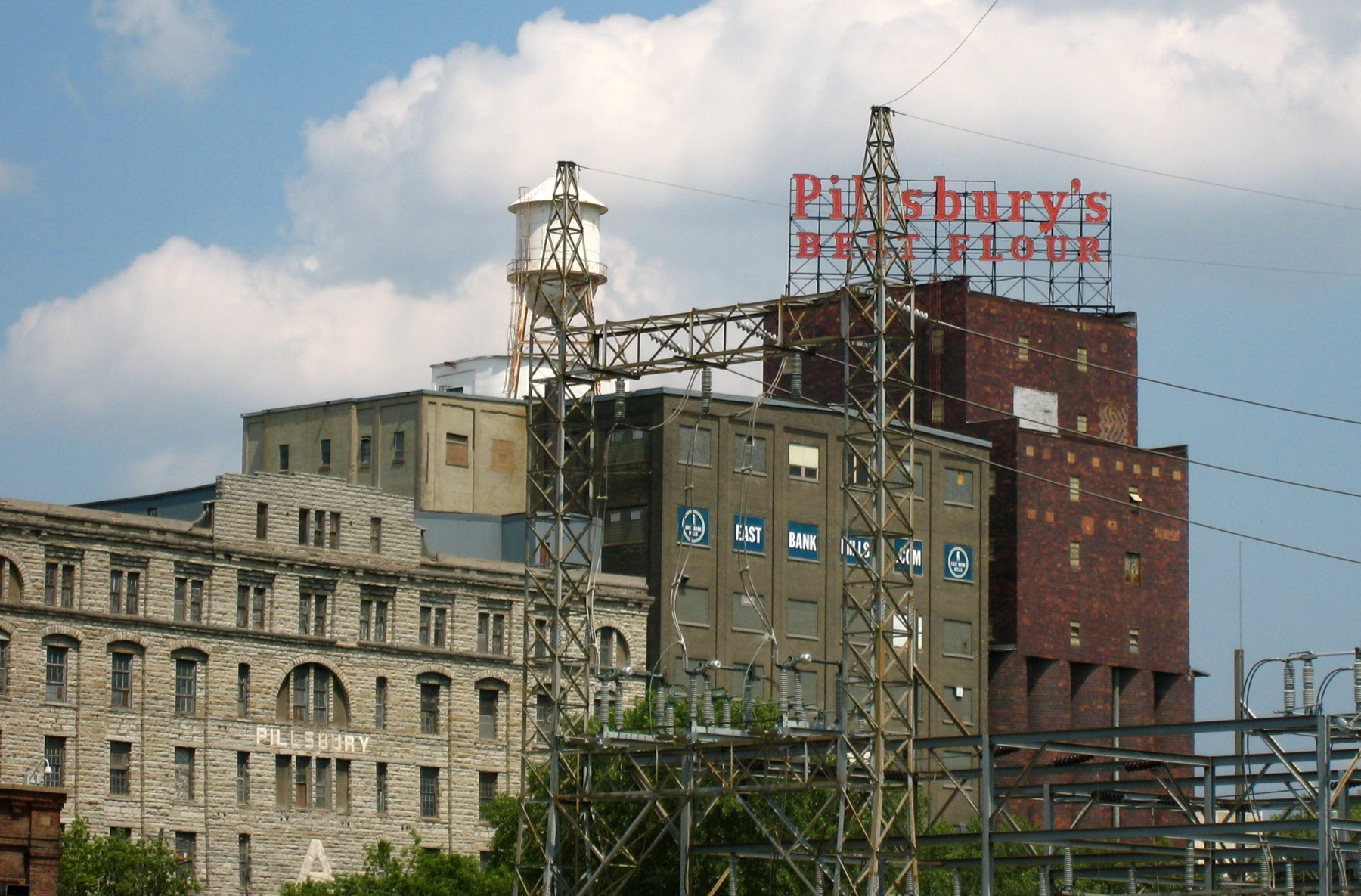
Pillsbury 2006

Die Pillsbury A Mill, in der Nähe der Saint-Anthony-Fälle am Ufer des Mississippi Rivers in Minneapolis, Minnesota gelegen, war für mehr als vierzig Jahre die größte Getreidemühle auf der Welt. Sie wurde 1881 vollendet und stand im Eigentum von Pillsbury und betrieb zwei der stärksten direktgetriebenen Mühlräder, die je gebaut wurden. Jedes hatte eine Leistung von 895 kW (1200 Pferdestärken). Die Mühle steht immer noch auf dem Ostufer des Mississippi River, hat aber im Jahre 2003 den Betrieb eingestellt.

## Geschichte
Im Jahre 1879, nach fünf Jahren der geheimen Planung, gab Charles Alfred Pillsbury in der Öffentlichkeit bekannt, dass er die größte und fortschrittlichste Mühle bauen wolle, die die Welt je gesehen hat. Er war zu Mühlen auf der ganzen Welt gereist und hatte nach den besten Techniken zum Mahlen von Getreide in großem Umfang gesucht. Entgegen den Gewohnheiten jener Zeit wollte er, dass die Mühle von einem Architekten entworfen wurde, sodass das Gebäude auch einen ansprechenden Anblick bot. Ein Architekt mit dem Namen LeRoy S. Buffington führte den Entwurf aus. Der Bau begann durch den Bauunternehmer George McMullen im Jahr 1880 und wurde 1881 fertiggestellt. Die Mühle war auf die Produktion von 5000 Barrel täglich ausgelegt – wobei damals eine Mühle mit einer Kapazität von 500 Barrel als groß galt – und erregte deswegen große Aufmerksamkeit. Über einige Jahre hinweg war die Mühle nicht vollständig ausgenutzt und wurde teilweise als Lagerhaus oder zu anderen Zwecken verwendet

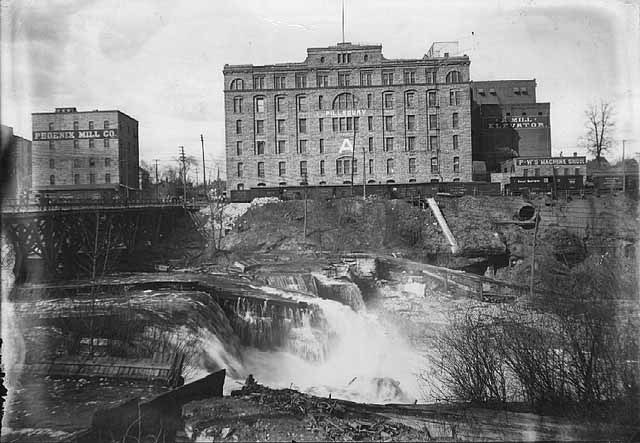
Pillsbury um das Jahr 1900

Wegen der Vibrationen der mahlenden Maschinen und schlechter Konstruktion mussten Teile des Gebäudes 1905 verstärkt werden und einige Abschnitte wurden sogar neugebaut. Im Gegensatz zu einigen anderen ähnlich großen Mühlen in der Nachbarschaft – am bekanntesten ist die Explosion der Washburn A Mill – geriet Pillsbury A Mill niemals in Brand und deswegen steht noch heute das hölzerne Originalfachwerk.
Über die Jahre hinweg stieg der Ausstoß der Mühle an, auch wegen der technologischen Fortschritte in der Mühlenindustrie. Andere große Mühlen wurden errichtet und der Glanz, der einst Pillsbury A umgab, verschwand.
Das Gebäude ist seit November 1966 eine National Historic Landmark und im National Register of Historic Places eingetragen; es gehört heute zu den Contributing Properties im Saint Anthony Falls Historic District.
Den Grundriss der Pillsbury A Mill bildet ein rechteckiger Bau mit den Maßen 53 m auf 35 m. Das Fundament besteht aus Platteville-Kalkstein. Die Außenwände haben eine unterschiedlich Dicke, die zwischen 2,4 m im Keller und 0,6 m am Dach des Gebäudes liegt. Die äußeren Wände sind tragende Steinwände, die auf der Innenseite mit schwerem Gebälk verstärkt sind (das Gebälk wurde erst nach der Fertigstellung des Gebäudes hinzugefügt). Auf dem Dach befinden sich sechs Kamine. Das Dach ist flach und mit Kies gedeckt.
Als die Mühle noch in Betrieb war, diente jedes der sieben Stockwerke und das Kellergeschoss einem speziellen Zweck. Im Kellergeschoss waren eine Transformatoranlage, Wassereinlässe und elektrische Anlagen untergebracht. Im ersten Stock gab es ein kleines am Boden montiertes Sieb, sowie ein größeres, das von der Decke hing, sowie einen Druckkessel. Im zweiten Stock befanden sich Förderbänder und eine Kantine. Der dritte Stock war mit weiteren Förderbändern und Behältern ausgestattet. Im vierten Stock standen Staubabscheider, Zentrifugalmaschinen, Kreiselschieber, Mahlsteine und ein Verpackungslager. Im fünften waren Siebe, Trenneinrichtungen und eine Schleudermaschine eingebaut. Im sechsten Stock waren Behälter für das Mehl untergebracht. Im siebten Stock befand sich ein Raum mit elektrischen Einrichtungen.
In der letzten Zeit wurde das Mühlenareal langsam zu Ateliers und Wohnungen für Künstler umgewandelt. 1997 geriet die A-Mühle in die Diskussion, weil ein Künstler in einem mit der Mühle verbundenen Atelier an einer Vergiftung durch Brommethan starb. Die Mühle wird gelegentlich mit Brommethan behandelt, um Bakterien zu vernichten.
Bevor Brommethan üblich wurde, wurde Zyanid beim Ausräuchern zur Desinfektion von Mühlen verwendet, was später illegal wurde. Mühlen mit Holzfachwerkkonstruktionen müssen begast werden, um zu verhindern, dass sich im Holz Bakterien festsetzen.

## Zukunft der Mühle
Ab 2003 wurde die Produktion in der Mühle eingestellt und das Gebäude stand leer. Deswegen gibt es Pläne, den Komplex völlig umzugestalten. Das Projekt mit dem Namen East Bank Mills beinhaltet einen Loftwohnungskomplex mit 759 bis 1095 Wohneinheiten. Das 32.000 m2 große Projekt betrifft zweieinhalb Blöcke im Zentrum von Minneapolis und soll neue Gebäude mit einer kommerziell genutzten Fläche von etwa 9750 Quadratmeter hinzufügen. Einige der anliegenden Getreidesilos sollen im Rahmen des Vorhabens abgerissen werden. Parkplätze für den Komplex sollen zwischen den Gebäuden und unterirdisch entstehen. Das 300 Millionen US-Dollar umfassende Projekt verbindet die Idee einer Entwicklung des Geländes durch die Einbeziehung der historischen Stätten mit sechs neuen Gebäuden.